# Ammodytoides gilli
Ammodytoides gilli е вид лъчеперка от семейство Ammodytidae. Видът е незастрашен от изчезване.

## Разпространение и местообитание
Разпространен е в Гватемала, Еквадор, Колумбия, Коста Рика, Мексико, Никарагуа, Панама, Салвадор и Хондурас.
Среща се на дълбочина от 2,5 до 84 m.

## Описание
На дължина достигат до 11,6 cm.